# Panolis japonica
Panolis japonica är en fjärilsart som beskrevs av Max Wilhelm Karl Draudt 1935. Panolis japonica ingår i släktet Panolis och familjen nattflyn. Inga underarter finns listade i Catalogue of Life.